# Les Week-ends maléfiques du Comte Zaroff
Pour plus de détails, voir Fiche technique et Distribution.
Les Week-ends maléfiques du Comte Zaroff est un film d'horreur français écrit et réalisé par Michel Lemoine, sorti en 1976. 

## Synopsis
Dernier descendant d'une lignée d'aristocrates décadents et pervers, le comte Boris Zaroff est un homme d'affaires parisien respecté et fortuné. Chaque week-end, il se réfugie dans le château familial à la campagne gardé par son majordome Karl. Soucieux du confort de son maître, ce dernier s'arrange toujours pour lui trouver une nouvelle soubrette afin d'égayer les nuits un peu tristes de cet endroit isolé et ennuyeux. Tiraillé par ses penchants sadiques issus de ses ancêtres, Zaroff charge Karl de lui trouver des jeunes femmes pour les torturer et les tuer afin d'assouvir ses pulsions meurtrières. Sa passion est de les traquer à travers les bois de son domaine comme des lièvres.
Zaroff est tourmenté par la précédente occupante de son manoir, Anne de Boisreyvault, qui fut la maîtresse de son père. Vêtu de blanc, son fantôme hante les lieux, que ce soit à l'intérieur ou à l'extérieur du château. Alors qu'il perd la raison petit à petit, Karl, qui veille à respecter les souhaits morbides de la famille Zaroff, fait tout pour qu'il perpétue ses actes ignominieux, comme le voulait son père qui fut le majordome du célèbre chasseur d'hommes, en torturant de jeunes innocents perdus dans les alentours. Le spectre d'Anne, morte dans d'étranges circonstances, tente de ramener Boris sur le bon chemin.

## Fiche technique
- Titre : Les Week-ends maléfiques du Comte Zaroff
- Titre alternatif : Sept femmes pour un sadique
- Réalisation et scénario : Michel Lemoine
- Montage : Bob Wade
- Musique : Guy Bonnet
- Photographie : Philippe Théaudière
- Production : Armand Tabuteau
- Sociétés de production et distribution : Productions Du Daunou et Réalisations Lemoine
- Pays d'origine :  France
- Langue originale : français
- Format : couleur
- Genre : horreur
- Durée : 82 minutes (version actuelle) 135 minutes (version originale)
- Classification: Interdit aux moins de 16 ans
- Date de sortie : 1976

## Distribution
- Michel Lemoine : Comte Boris Zaroff
- Nathalie Zeiger : Muriel
- Howard Vernon : Karl, le valet de Zaroff
- Joëlle Cœur : Anne
- Martine Azencot : Joëlle
- Stéphane Lorry
- Robert Icart (pseudonyme de Robert de Laroche) : Francis
- Sophie Grynholc : Secrétaire
- Patricia Mionnet : Jeanne
- Emmanuel Pluton : Statue animée
- Maria Mancini : Stéphanie
- Jean-Claude Romer : Le commentateur au café

## Réception et diffusion du film
Le film fut immédiatement interdit et censuré à l'époque par la commission de censure. Le texte explicatif pour justifier son interdiction était le suivant : « Ce film présente, sous couvert d'un appel à l'étrange et au surréel, une panoplie complète de moments de sadisme, de cruauté, d'érotisme voire de nécrophilie qui ne sont tempérés ni par la moindre poésie, ni par l'humour. Il ne saurait être vu que par des adultes. ». Classé X à sa sortie mais trouvant son public à l'étranger, le film connaît une seconde vie par le biais de la vidéo dans les années 1980 et sous un nouveau titre, Sept femmes pour un sadique.
En 2020, le film a été restauré et sort en Blu-Ray UHD dans sa version actuelle, et non l'originale, chez l'éditeur Le Chat qui fume avec, en bonus, des interviews du réalisateur Michel Lemoine et du comédien journaliste Robert de Laroche, un commentaire audio de Robert de Laroche, quatre scènes inédites, des chutes de tournage et de montage, deux courts métrages de Robert de Laroche, un documentaire titré « Paris Ciné Bis » et la bande-annonce. En complément, Le Chat qui fume a également édité un livre comprenant 350 photos de tournage du film ainsi qu'un mini 33 tours vinyl de la bande originale.